# هو یادونگ
هو یادونگ (انگلیسی: Hu Yadong؛ زادهٔ ۳ اکتبر ۱۹۶۸) قایقران روئینگ اهل چین است.